# Klauman
de Klauman er en dansk lavadelig brevadelsslægt, der stadig blomstrer.
Bryggeren og handelsmanden Peter Klauman (1637-1710) var far til Gregorius Klauman (30. november 1678 – 3. september 1752), der var etatsråd, bryghusforvalter ved Kongens Bryghus, direktør i Asiatisk og Vestindisk-guineisk Kompagni.
Dennes søn, Højesteretsassessor Knud Gregorius Klauman (1711-1762) blev adlet 18. december 1749. Han var gift med Ulricha Sophie Mouritzen (1721 – 9. juni 1790). Af hans 4 sønner efterlod kun to afkom. Den ældste, Gregorius de Klauman (24. november 1744 – 23. december 1788), kaptajn, gift med Anna Barbara Charlotte Thye (1755 – 29. januar 1798), havde 2 sønner, men hans afkom på mandslinjen er uddød. Han var bl.a. far til Martinus Christian de Klauman (1784-1837).
Den yngste søn af Knud Gregorius de Klauman, Frederik Vilhelm de Klauman (1755-1826), generalkrigskommissær og toldkasserer i Nyborg, var gift med Dorothea Albech (død 1816). Hans sønner var:
1. Gregorius Nicolai de Klauman (1791-1863), byfoged og rådmand i Odense, kammerherre, Ridder af Dannebrog og Dannebrogsmand. Af sit ægteskab med Jacobine Margrethe Caroline Tvermoes efterlod han kun en datter, Annette Dorothea Wilhelmine Theodore de Klauman (6. januar 1828 -), der blev gift med kammerherre, ritmester Bardenfleth (1825-1874).
2. Sophus Christian de Klauman (1794-1852), justitsråd, amtsforvalter i Assens, gift med Marie Cathrine Tvermoes, børn:

1. Annathea Hedevig Caroline de Klauman (6. januar 1833 – ), gift med sognepræst til Tilst og Kasted i Aarhus Stift Henrik Adolph Krøyer.
2. Frederik Jacob Gregorius Hjelm de Klauman (10. juli 1834 – 7. marts 1904), borgmester i Store Heddinge og herredsfoged i Stevns og Fakse Herreder, gift med Emma Gustave Marie Landkilde. Børn: Knud Gregorius Landkilde de Klauman (15. januar 1865 – ); Elisabeth Catharine de Klauman (24. oktober 1869 – ), indskrevet i Roskilde Kloster; Einar Johannes de Klauman (20. januar 1876 – ); Rudolph Johannes Emil de Klauman (20. marts 1877 – ).
3. Sophus Christian de Klauman (20. august 1836 -), købmand i Buenos Aires.
4. Elise Nicoline Charlotte Claudine de Klauman (13. august 1840 – 1864), gift med fhv. landfoged på Sild Ferdinand Emil Tornø Tvermoes.